# Hierococcyx
Hierococcyx là một chi chim trong họ Cuculidae.